# جان دیرکز
جان دیرکز (انگلیسی: John Dierkes; ۱۰ فوریهٔ ۱۹۰۵ – ۸ ژانویهٔ ۱۹۷۵) هنرپیشه اهل ایالات متحده آمریکا بود. وی بین سال‌های ۱۹۴۸ تا ۱۹۷۳ میلادی فعالیت می‌کرد.
از فیلم‌ها یا برنامه‌های تلویزیونی که وی در آن نقش داشته‌است می‌توان به کاردینال، امگا من، شین، چیزی از دنیای دیگر، کلاغ سیاه، کومانچروها، نشان سرخ دلیری، تیرانداز چپ‌دست، ترغیب دوستانه، آلامو، بوکانیر، قصر ارواح، نفت خام اوکلاهما و مکبث اشاره کرد.

## مرگ
دیرکز بر اثر آمفیزم در لس آنجلس، کالیفرنیا درگذشت.